# Riku Kekkonen
Riku Kekkonen (* 18. November 1985) ist ein ehemaliger finnischer Unihockeyspieler.

## Karriere

### Verein
Kekkonen begann seine Karriere bei den Westend Indians aus Espoo.

#### Helsingfors IFK
Zur Saison 2002/03 wurde er erstmals in der Mannschaft des Helsingfors IFK eingesetzt. Während der Saison absolvierte er zwei Partien im Trikot der Hauptstädter. Den Rest der Saison spielte er in der U21-Mannschaft.
In der darauffolgenden Saison wurde er fix in den Kader der ersten Mannschaft integriert. In 25 Partien erzielte er acht Treffer und neun Assists. Trotz seiner 17 Skorerpunkte konnte sich die Mannschaft mit 25 Punkten nicht für die Play-offs qualifizieren.
2004/05 bestritt er nur 18 Partien, konnte aber trotzdem 11 Skorerpunkte erzielen. Nach der Saison gab der Verein den Abgang des Offensivakteurs bekannt.

#### TPS Salibandy
Nur wenig später gab TPS Salibandy bekannt, dass Kekkonen für die kommende Saison in der zweithöchsten finnischen Liga für die Mannschaft aus Turku auflaufen werde. In seiner ersten Saison bei TPS erzielte er in 27 Partien 33 Treffer und legte 29 weitere Tore auf. Mit seinen zahlreichen Toren hatte er großen Anteil am Aufstieg des Vereins in die Salibandyliiga.
In der höchsten Spielklasse gelangen ihm anschließend 19 Tore und zehn Assists, was ihm zum Topskorer machte. Zugleich schaffte die Mannschaft mit dem 6. Rang die Qualifikation für die Play-offs. Im Viertelfinal unterlag TPS allerdings SC Classic in der Serie mit 3:2.
In seiner dritten Saison konnte er an seine starken Leistungen anknüpfen und seine Torausbeute verbessern. Seine Mannschaft erreichte in der regulären Saison den zweiten Rang, scheiterte in den Play-offs allerdings überraschend an der siebtplatzierten Mannschaft FT Trackers aus Hämeenlinna.

#### Chur Unihockey
Am 14. April 2009 gab Chur Unihockey bekannt, dass Kekkonen und sein Mannschaftskollege von TPS Kari Koskelainen die Saison 2009/10 in Chur in Angriff nehmen werden. Für Chur absolvierte er in der Saison 2009/10 30 Spiele und schoss 28 Tore. Zudem bereitete er 25 weitere Tore, vor allem für Koskelainen, vor. Kekkonen erreichte mit Chur Unihockey den siebten Rang, welcher zur Teilnahme an den Play-offs berechtigte. Im Viertelfinale scheiterte er allerdings mit Chur am HC Rychenberg Winterthur.

#### TPS Salibandy
Nach nur einer Saison verließ er den Verein wieder zurück in Richtung Turku. Die Saison 2010/11 nahm er wieder bei TPS Salibandy auf. Nach der regulären Saison erreichten sie den 11. Schlussrang. Dabei gelangen ihm in 18 Spielen lediglich fünf Tore und zwei Assists. In der Saison 2011/12 konnten er und sein Team sich verbessern. Er erzielte zwar nicht mehr Tore, fünf an der Zahl, legte aber deutlich mehr Tore auf. Am Ende der Saison verpasste er mit TPS Salibandy nur knapp die Play-offs nicht.

#### SSV Helsinki
In der folgenden Saison gab der SSV Helsinki die Verpflichtung des Stürmers bekannt. Er unterschrieb zu diesem Zeitpunkt einen Kontrakt über zwei Jahre. Mit seinem neuen Verein erreichte er zum dritten Mal in seiner Karriere die Play-offs in der Salibandyliiga. Während der regulären Saison erzielte er für den SSV 15 Tore und steuerte 16 Assists bei. In den Play-offs erzielte er neun weitere Scorerpunkte. Er qualifizierte sich mit dem SSV Helsinki für das Finale der Salibandyliiga 2012/13. In diesem unterlag er mit Helsinki in drei Spielen und wurde Vizemeister.

#### Chur Unihockey
Seine Leistungen in Helsinki blieben Topklubs aus dem Ausland nicht unbemerkt. Am 10. Juli 2014 gab Chur Unihockey die Rückkehr des Finnen bekannt. Mit den Churern konnte er sich den vierten Rang in der regulären Saison sichern. In den Play-offs unterlag Chur Unihockey allerdings bereits im Viertelfinale Floorball Köniz. Während seiner Saison in Chur erzielte er 43 Skorerpunkte und erhielt sechs Mal eine 2-Minuten-Strafe. Nach den starken Leistungen aus der Saison unterbreitete Chur Unihockey ihm ein neues Vertragsangebot, welches er aber schließlich ausschlug.

#### SV Wiler-Ersigen
Nur wenig später gab der SV Wiler-Ersigen die Verpflichtung des Centers bekannt, bei dem er einen Zweijahresvertrag unterschrieb. Wiler-Ersigen qualifizierte sich mit Kekkonen mit dem zweiten Rang für die Play-offs, in welchen sie aber überraschend am UHC Alligator Malans scheiterten.

#### Grasshopper Club Zürich
Am 9. Mai 2016 gab der Grasshopper Club Zürich den Transfer des Finnen bekannt. Er erhielt einen Vertrag über ein Jahr mit Option auf eine weitere Saison. Am 25. Februar 2017 konnte er mit dem Cupsieg GCs den ersten Titel in seiner Karriere feiern. Nach der Saison 2016/17 gab Kekkonen seinen Rücktritt als Spieler bekannt.

### Nationalmannschaft
Kekkonen wurde am 7. Februar 2009 bei einem Testspiel gegen Schweden erstmals für die finnische Nationalmannschaft eingesetzt. Mit Finnland nahm er an der Euro Floorball Tour 2009 und einem 4-Länder-Turnier teil. Insgesamt absolvierte er für die Nationalmannschaft sieben Partien.

## Erfolge
Grasshopper Club Zürich
- Schweizer Cup: 2017